# Бетика
Бетика (на латински: Baetica) е римска имперска провинция, намираща се в южния Пиренейски полуостров на територията на днешните области Андалусия и Естремадура в Испания, и на португалския окръг Алентежу. Считана за най-плодородната от всички римски провинции и с развита промишленост и търговия, провинцията е наричана Щастливата Бетика.Страбон изброява в нея до 250 града, като най-известните от които са Хадес (съвременен Кадис), Кордуба (Кордова), Хиспалис (Севиля) и др. Бетика е основен доставчик на зехтин в ранната империя. 
- Римската провинция Бетика около 120 г.
- Амфора от бетическо корабокрушение